# 联合国安全理事会第1817号决议
联合国安理会1817号决议是联合国安全理事会于2008年6月11日在第5907次会议上通过的一项决议。该决议关切阿富汗的安全局势，塔利班等组织进行的持续暴力和恐怖活动、以及非法贩毒行为与恐怖主义之间的联系，吁请所有联合国会员国加强国际和区域合作，以取缔阿富汗境内非法生产和贩运毒品活动。